# Peter Thomas (baron Thomas de Gwydir)
Peter John Mitchell Thomas, baron Thomas de Gwydir (31 juillet 1920 - 4 février 2008) est un homme politiquee conservateur britannique. Il est le premier Gallois à devenir président du Parti conservateur, de 1970 à 1972, et le premier conservateur à servir de secrétaire d'État pour le Pays de Galles, occupant ce poste de 1970 à 1974. 

## Jeunesse
Il est né à Llanrwst, où son père est avocat. Il fait ses études à l'école du village, puis à l'Epworth College de Rhyl, avant d'étudier le droit au Jesus College d'Oxford. Il rejoint la Royal Air Force (RAF) en 1939, au déclenchement de la Seconde Guerre mondiale. Il est abattu alors qu'il sert comme pilote de bombardier en 1941 et passe quatre ans dans des camps de prisonniers de guerre en Allemagne, passant du Stalag Luft VI au Stalag Luft III, puis au Stalag XI-B. Il continue ses études juridiques pendant qu'il est emprisonné et est aussi un acteur amateur. 
Il devient avocat après la guerre et est admis au Barreau en 1947 à Middle Temple. Il pratique sur le circuit du Pays de Galles et de Chester et devient conseiller de la reine en 1965. Il est vice-président des sessions de quart de Cheshire en 1966, et puis de sessions de quart de Denbighshire en 1968, servant dans les deux postes jusqu'en 1970. Il est enregistreur de la Cour de la Couronne de 1974 à 1988, et siège également comme arbitre à la Cour d'arbitrage de la Chambre de commerce internationale à Paris. 
Il est bilingue en gallois et en anglais et prend une part active dans le Gorsedd, fréquentant Eisteddfod sous le nom bardique Pedr Conwy (gallois: Peter de Conway). 
Il épouse Tessa Dean en 1947. Elle est la fille de l'acteur et producteur de cinéma et de théâtre Basil Dean et de sa femme, Mercy Greville. Ils ont deux fils et deux filles. Sa femme est décédée en 1985. 

## Carrière politique
Il est élu au Parlement en tant que député de Conway en 1951, gagnant avec une majorité étroite sur un siège marginal contre le sortant travailliste. Il refuse le poste de sous-secrétaire d'État au Pays de Galles au ministère de l'Intérieur pour se concentrer sur sa carrière juridique, puis est Secrétaire parlementaire privé d'Harry Hylton-Foster (solliciteur général et plus tard président de la Chambre des Communes) de 1954 à 1959. Il est membre du Conseil de l'Europe de 1957 à 1959 et parraine le projet de loi d'initiative parlementaire qui devient la loi Eisteddfod de 1959. 
Il est secrétaire parlementaire au ministère du Travail de 1959 à 1961, prenant en charge les mesures qui ont aboli l'obligation pour les employés d'être payés en espèces et le salaire maximum du footballeur professionnel (14 £ par semaine en novembre 1960). Il devient sous-secrétaire d'État au ministère des Affaires étrangères en 1961, se rendant à Moscou avec Alec Douglas-Home en 1963 pour signer le Traité d'interdiction des essais nucléaires. Il est promu ministre d'État aux Affaires étrangères en 1963 et est admis au Conseil privé dans les honneurs d'anniversaire de la reine de 1964, mais quitte le poste quand son parti perd l'élection générale de 1964. Dans l'opposition, il est porte-parole des affaires étrangères de 1965 à 1966. Bien qu'il ait conservé son siège de Conway (et augmenté régulièrement sa majorité) depuis 1951, il perd de justesse face aux travaillistes aux élections générales de 1966, mais est réélu comme député pour Hendon Sud en juin 1970, siège qu'il occupe jusqu'à sa retraite en 1987. 
Pendant tout le mandat d'Edward Heath, il est secrétaire d'État pour le Pays de Galles. Il occupe le poste pendant une période d'activisme violent des partisans de la langue galloise, avec des attentats à la bombe et une campagne menée par la Cymdeithas yr Iaith Gymraeg (« Société de la langue galloise ») pour supprimer les panneaux de signalisation en anglais. En février 1971, Thomas annonce les plans pour remplacer les 181 conseils locaux existants avec 7 nouveaux conseils de comté et 36 conseils de district. Un conseil de comté supplémentaire est ajouté plus tard, pour Cardiff. Thomas est également président du Parti conservateur entre 1970 et 1972. 
Il reste porte-parole pour le Pays de Galles après que le Parti conservateur ait perdu les élections générales de février 1974, mais quitte le banc avant lorsque Margaret Thatcher devient chef du parti en février 1975. Il est devenu actif dans des comités d'arrière-ban et est président des Amis conservateurs d'Israël. Il prend sa retraite de la Chambre des communes à l'élection générale de 1987 et est élevé à la pairie comme baron Thomas de Gwydir, de Llanrwst dans le comté de Gwynedd.